# Radiator

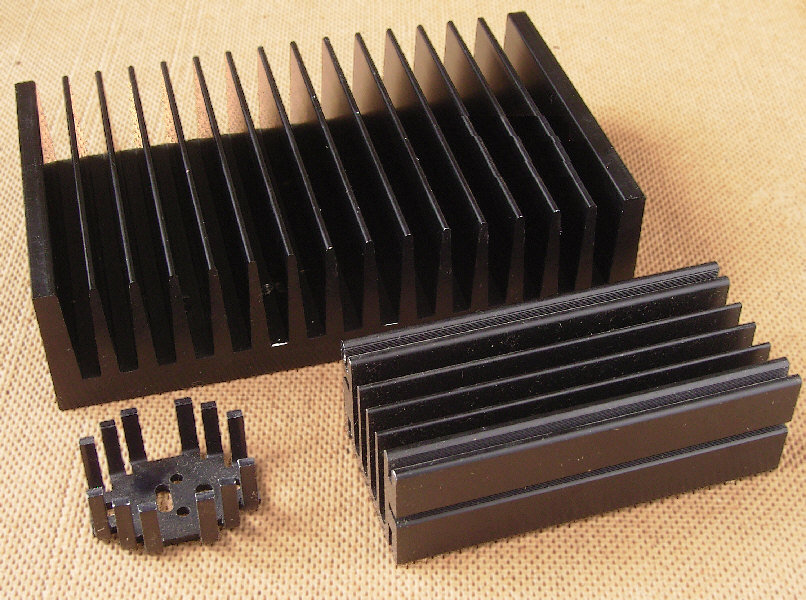
Radiatory różnych rozmiarów

Radiator (z łac. rozpraszacz ciepła) – element lub zespół elementów odprowadzających ciepło z układu, z którym się styka, do otoczenia (powietrze, woda itp.). Radiator jest specjalnie ukształtowaną bryłą z metalu (lub jego stopów) dobrze przewodzącego ciepło, o rozwiniętej powierzchni od strony zewnętrznej zazwyczaj w postaci żeber lub prętów, by zmaksymalizować przekazywanie ciepła. Radiatory wykonuje się najczęściej z aluminium lub miedzi i powszechnie są stosowane w elektronice, ze względu na dużą ilość ciepła wydzielaną z niewielkich elementów, co odpowiada ich dużej gęstości mocy.
Dla lepszego przewodzenia ciepła stosuje się dociskanie radiatora do powierzchni wydzielającej ciepło. Korzystnie jest również ewentualną szczelinę wypełnić cienką warstwą pasty termoprzewodzącej – można zamiennie użyć także taśmy termoprzewodzącej lub kleju termoprzewodzącego. Skuteczność działania radiatora zależy od możliwości swobodnego unoszenia ciepła poprzez konwekcję. Radiator należy tak usytuować, aby utworzyć pionowe kanały działające na zasadzie komina. Dalsze powiększenie skuteczności chłodzenia można zapewnić poprzez wymuszony obieg powietrza za pomocą wentylatora. W przypadku elementów pracujących przy największym obciążeniu cieplnym konieczne jest rozprowadzenie strumienia ciepła w radiatorze za pośrednictwem cieczy np. w formie rurki cieplnej lub chłodzenia cieczą.

## Zastosowanie
Radiatory są niezbędnym elementem w komputerach (zwłaszcza procesorach), wzmacniaczach i urządzeniach chłodniczych, a także w urządzeniach mechanicznych, gdzie występuje tarcie i przemiany fizykochemiczne np. silniki.

## Galeria

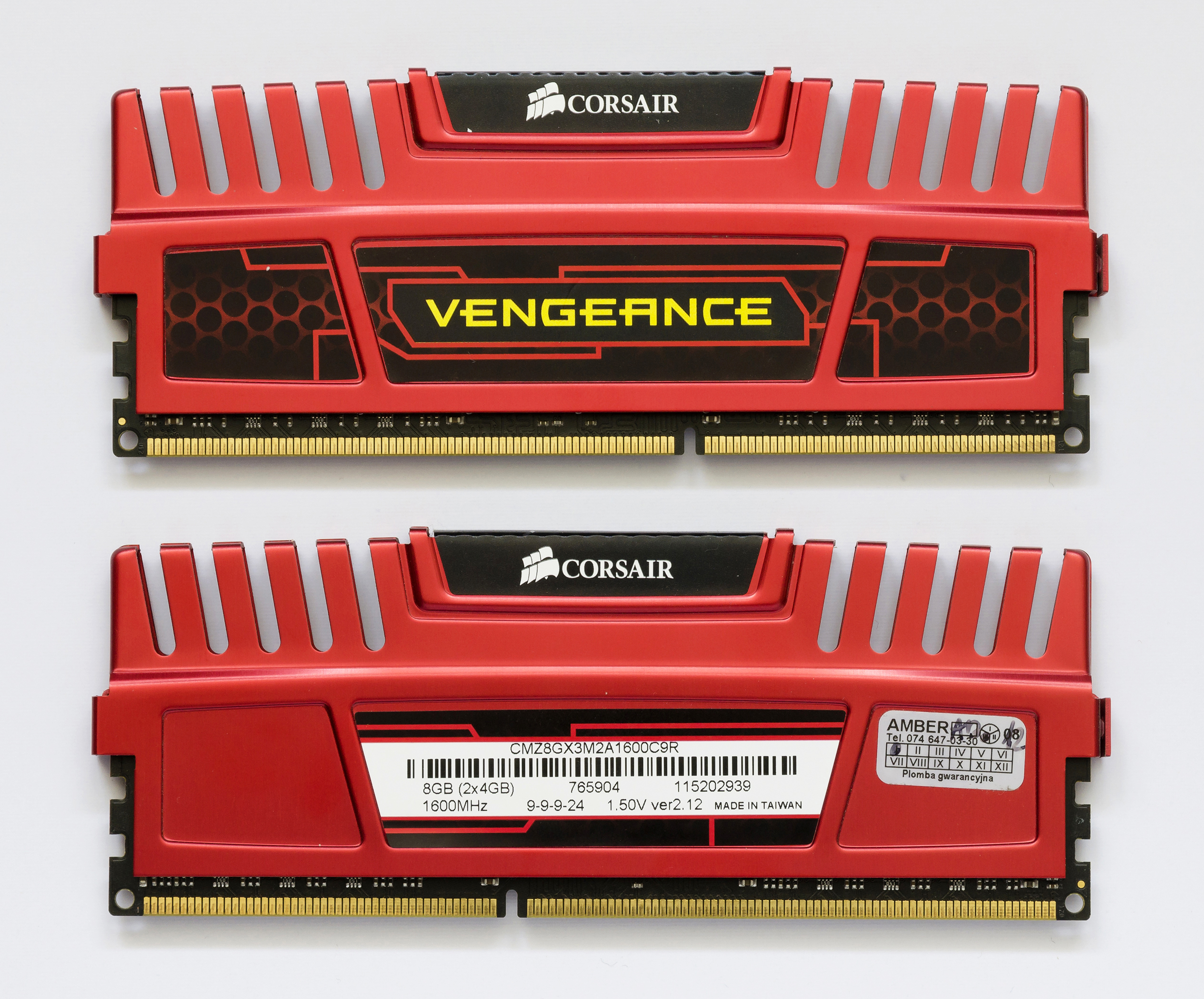
Radiatory na pamięciach RAM
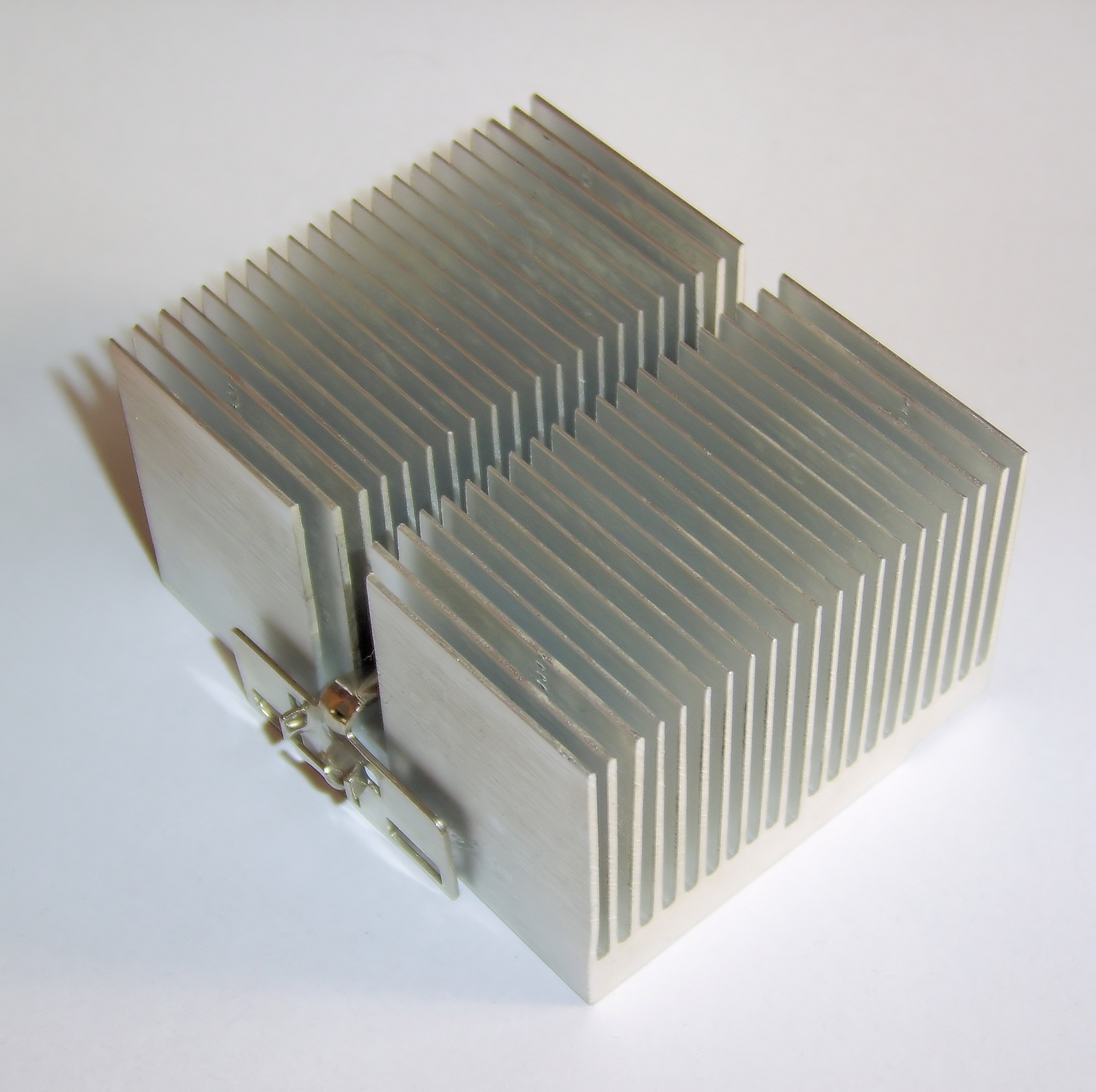
Radiator na socket A
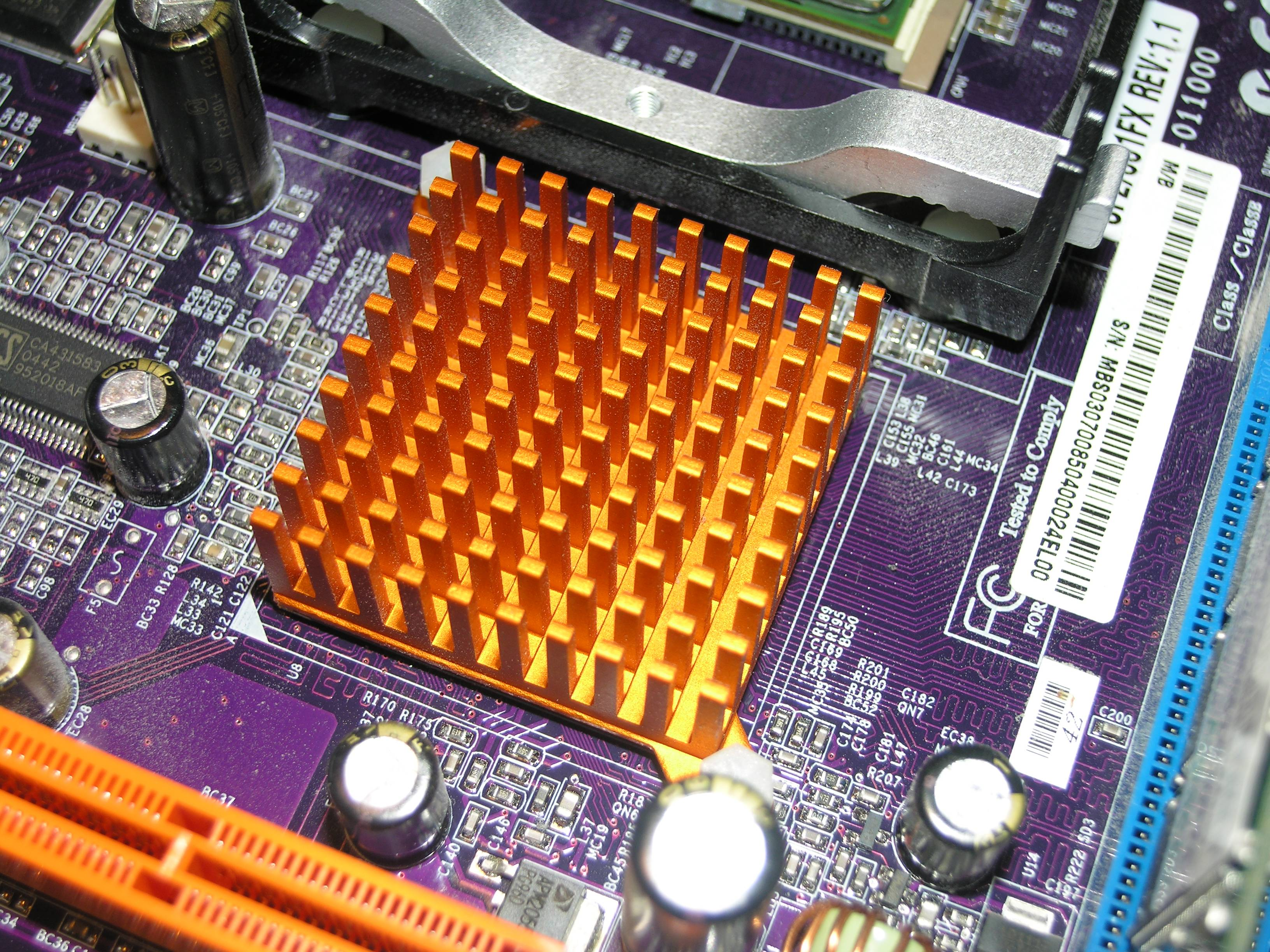
Radiator chłodzący chipset płyty głównej
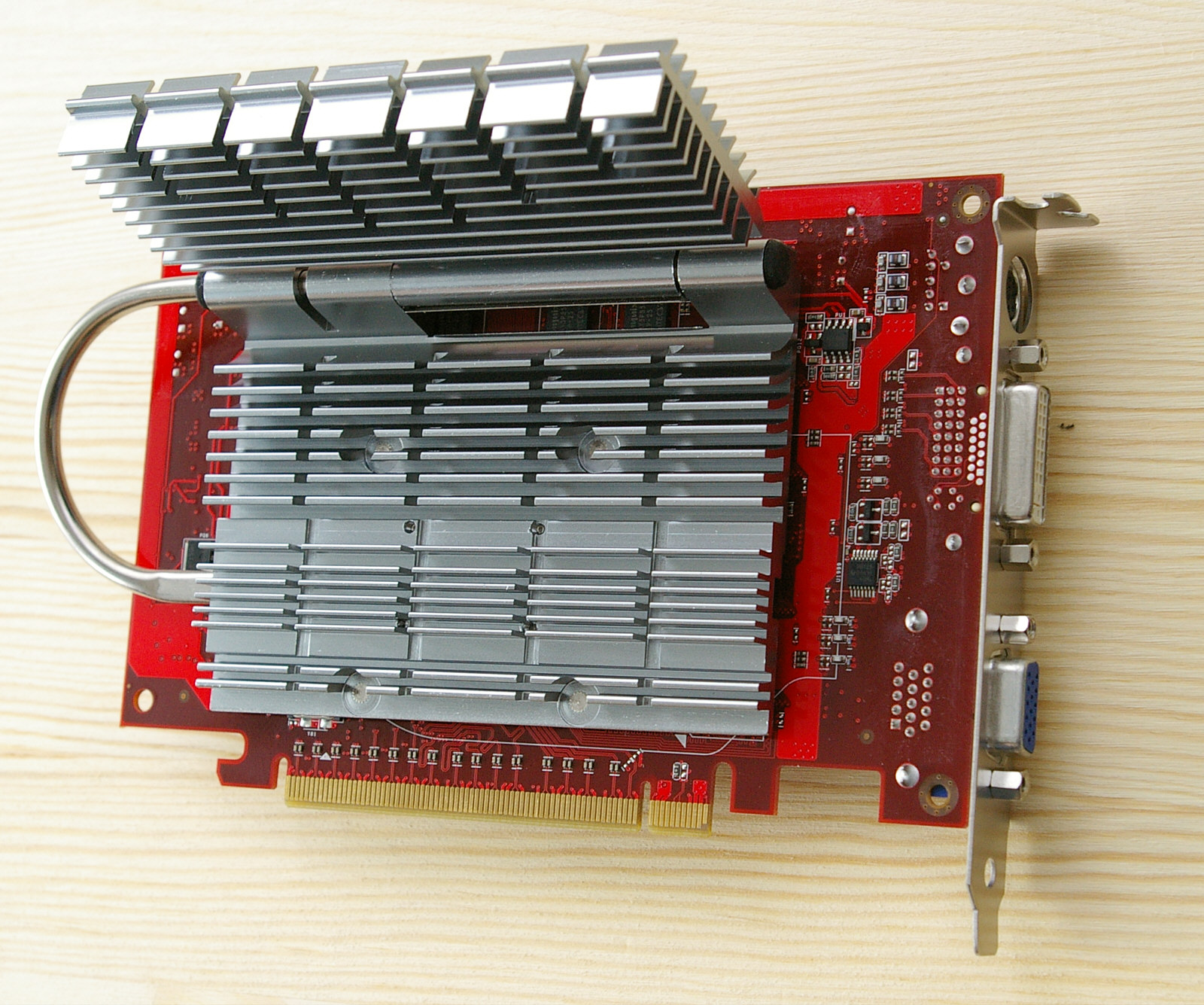
Chłodzenie pasywne karty graficznej Asus EAX1300pro z heat pipe odprowadzającą ciepło do górnego radiatora
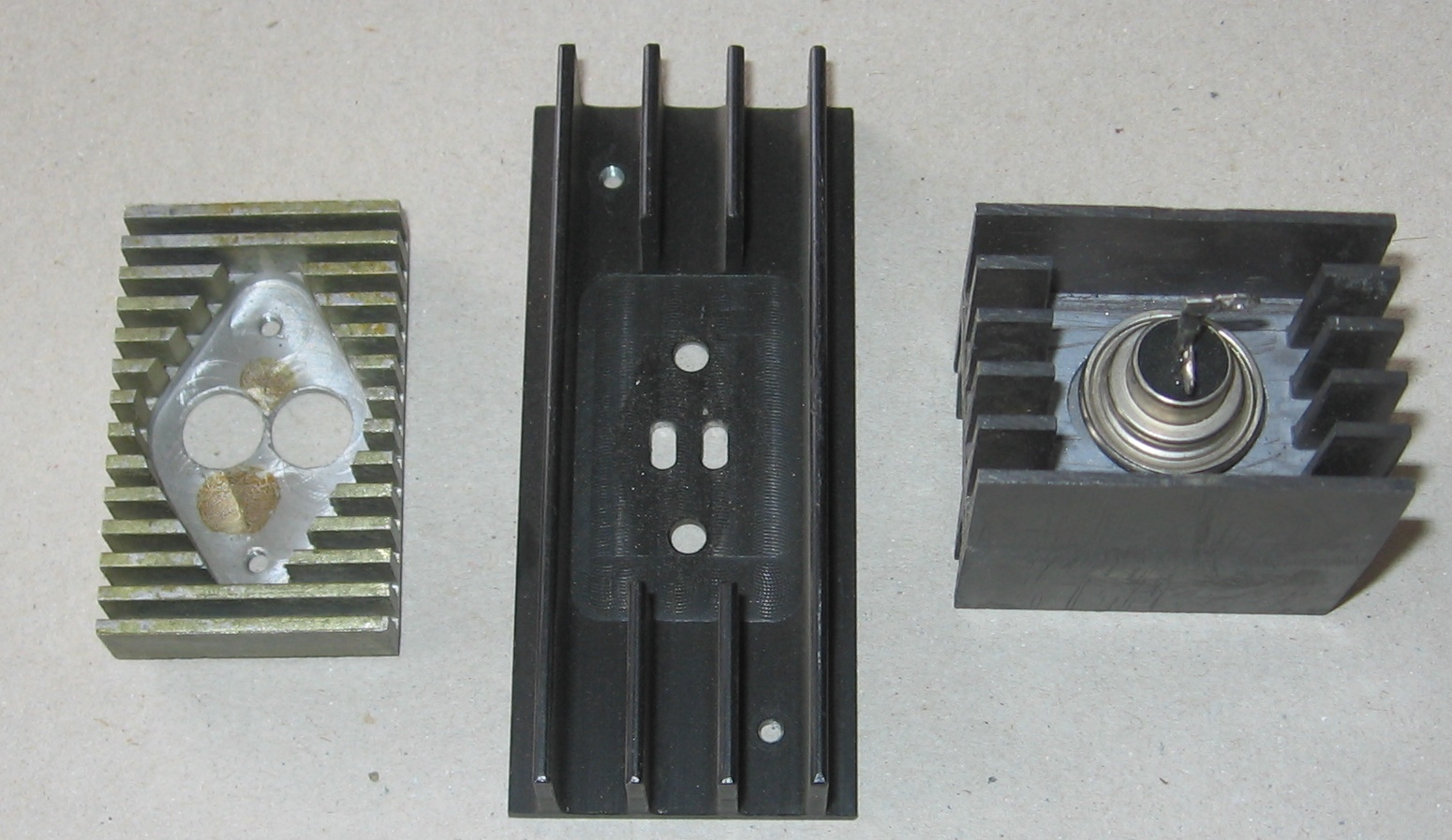
Radiatory dla tranzystorów, diod lub tyrystorów
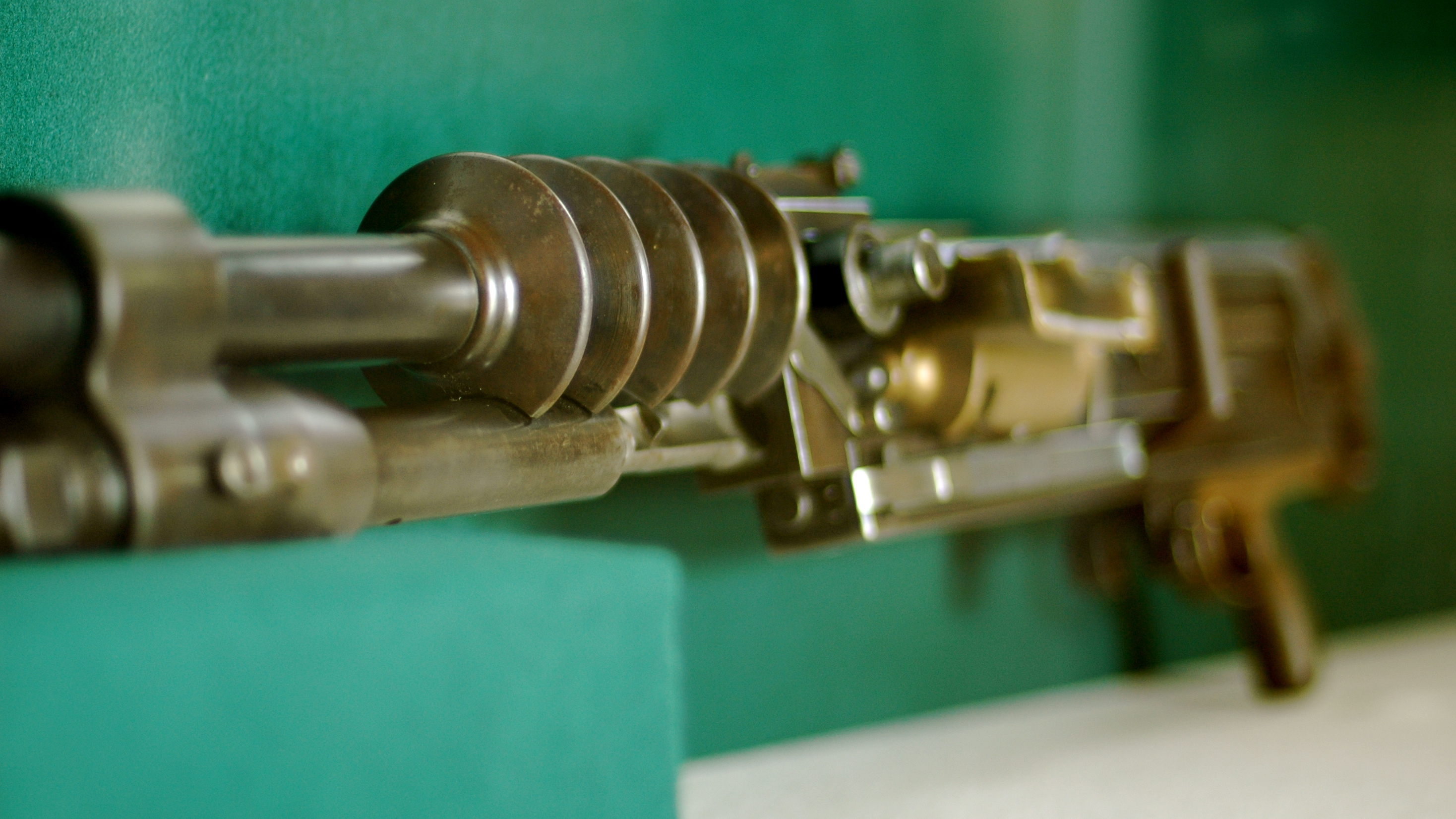
Radiator chłodzący lufę w ciężkim karabinie maszynowym Hotchkiss Mle 14